# イエスタデイをうたって
『イエスタデイをうたって』は、冬目景による日本の漫画。当初は『ビジネスジャンプ』（集英社）にて1998年1号から不定期連載され、同誌休刊後『グランドジャンプ』（集英社）に移籍し2015年13号まで連載された。単行本は全11巻。2020年1月時点でコミックスのシリーズ累計発行部数は140万部を突破している。
完結から約4年後の2019年4月17日にアニメ化が発表され、2020年4月から6月まで、テレビ朝日の深夜アニメ枠『NUMAnimation』ほかにて放送された。

## 制作背景
これまで『羊のうた』や『黒鉄〈KUROGANE〉』などを発表していた冬目景による青春群像劇にして、自身最長連載作品。前述の2作品を連載する最中、集英社から熱心な電話が自宅にかかってきたことがきっかけとなり『ビジネスジャンプ』（集英社）1998年1号より連載を開始した。当初タイトル案はヒロインの名前から『ハル』とする予定だったが、編集部からの変更依頼によって忌野清志郎が率いたロックバンド・RCサクセションの曲より採用したという。2011年には『ビジネスジャンプ』の休刊に伴い、後継誌である『グランドジャンプ』（集英社）へ移籍している。
1年間の掲載が5回に満たないこともあり、単行本第3巻出版から第4巻までに2年以上、第4巻から第5巻まではほぼ3年かかるなど大きく間隔が開く刊行ペースとなり、2015年に完結。足掛け18年間という長期連載作品となった。これは当時の執筆スタンスが「描きたい作品は描ける場があれば描く」という方針を採っているためであり、実際に本作の連載中にも多数の連載・読切作品が発表されている。なお冬目自身は当初3巻ほどで終わるのではと考えていたが、連載を続けるにつれ描くのが楽しくなり、構想が膨らんでいったという。完結にあたって「辛抱強く待ってくれた読者が居たから完結できた」と、感謝の気持ちが述べられた。第6巻発売と同時に画集『イエスタデイをうたって画集 ―YESTERDAYS―』、完結に前後して画集『イエスタデイをうたって画集 ―YESTERDAYS―2』がそれぞれ発売。この画集第2弾発売と連載完結を記念し、2015年9月26日から10月26日にかけて東京日本橋にあるギャラリー・space caiman にて原画展『冬目景原画展 -YESTERDAY ONCE MORE-』が開催された。
2020年のアニメ放送に合わせ、後日談の読み切り『イエスタデイをうたって特別編-11・S14-』が『グランドジャンプ』2020年9号に掲載された。

## 作風
大卒のフリーターとして登場した後、物語の進展とともに写真スタジオで働きはじめる主人公を中心に、歳の離れているふたりのヒロインや、個性的で深みのあるサブキャラクターたちが、恋愛、仕事、（美大）受験、家族、夢といった日常的な問題に直面し、一進一退を繰り返しながら、じぶんたちの未来をほんの少しずつ手探りしてゆく人間ドラマ。物語の主な舞台となるのは「新宿にほど近い私鉄沿線の小さな街」とされているが、これは東京都世田谷区であるという。この他、横浜や金沢なども重要な舞台として登場する。後述する通り、冬目作の漫画『羊のうた』『ももんち』とは世界観を共有している。
当時『羊のうた』や『黒鉄〈KUROGANE〉』といった暗い漫画を執筆していたこともあり、本作の連載開始にあたっては明るい話・明るいキャラクターが良いなと思っていたという。また掲載誌が『ビジネスジャンプ』であったものの勤め経験が無かったため、逆にビジネスしていないフリーターの漫画となった。物語の主要人物があまり携帯電話を使わないという特徴があるが、これはなるべく時代風俗の表現を避けて描いていたことも関係している。
連載中期までは数話ごとに章立ての構成が採られており、それぞれ副題がつけられていたが、8巻からはそのようなスタイルではなくなっている。

## あらすじ
大学を卒業したものの職に就くことなく、フリーターとして特に目標もないまま過ごしているリクオ。そんなある日、カラスを連れた黒ずくめの少女・ハルが現れる。彼女の破天荒な振る舞いに戸惑う中、リクオはかつての想い人・榀子が東京に戻ってきたことを知る。

## 登場人物
主な登場人物には、男性キャラクターは水に関係する名前、女性キャラクターは植物に関係する名前が付けられている。

### 主要人物
リクオ / 魚住 陸生（うおずみ りくお）
声 - 小林親弘
主人公。大学を卒業しても、就職できなかった（しなかった）いわゆるフリーター。
お人よしな性格。自分の方向性を見失っている。カメラが好きだが、仕事にする気はないようだ。自称人は撮らない主義。
一人暮らしで主にコンビニでバイトをしており、途中から写真ギャラリーでバイトを始める。第5巻で写真スタジオに正社員として就職した。第6巻でコンビニのバイトを辞めた。横浜市に実家がある。
大学卒業後、榀子に一度告白した。その際、振られているが、榀子とは今でも「友達以上恋人未満」の微妙な関係が続いている。
ハルには第1巻から好きだと告げられ、アプローチを受けており、ふとした瞬間にドキッとさせられたりするなど、微妙な感情を抱くようになっている。よく風邪で寝込むことがある。
ハル / 野中 晴（のなか はる）
声 - 宮本侑芽
不思議な雰囲気の少女。常に黒を基調とした服を着て、カンスケ（声 - 前川涼子）という足の悪いカラスをつれている。
かつては都立十泉高校に通っていたが、あるバーでバイトをしていたことを咎められ、自主退学してしまった。ミルクホールという喫茶店（夜はバー）でバイトとして働いている。
家庭は母子家庭だが実父の姓である「野中」を名乗っている（母親の姓は秋本）。2巻では母親に再婚の話が出ているが、名前は変えない、と固辞した。祖父が住んでいた古い一軒家で一人暮らしをしている。おにぎりの具をあんこやチョコレートなどにするなど、作る料理はとにかく奇抜で周囲を当惑させる。
リクオの大学受験の当日、バス停に向かうリクオが落とした受験票を拾って渡したことがきっかけで、彼に想いを寄せ始めた。型破りな性格で、リクオをしょっちゅう振り回しているが、恋愛に関してはとても健気で一途。リクオが振り向くまでいつまでも待つつもりでいる。
森ノ目 榀子（もりのめ しなこ）
声 - 花澤香菜
リクオの大学の同級生。金沢市出身で、東京の大学を出て金沢で非常勤講師をしていたが東京に戻ってきた。
コンビニ近くの都立十泉高校で、化学の教師をしている。一時とはいえハルの副担任であり、学校に隠してバイトをしていた彼女を庇いきれなかったことに罪悪感を覚えていた。
過去に好きだった幼馴染み、早川 湧（はやかわ ゆう）を亡くしたことをずっと引きずっていて前に進めないでいる。第1巻の途中で長かった髪をばっさりと短くした。
リクオに告白されるも、「友達の関係がいい」と振ってしまう。しかし時が経つにつれ、リクオに対する想いが少しずつ変わりつつある。
早川 浪（はやかわ ろう）
声 - 花江夏樹、村井美里 （幼少期）
榀子を追いかけるように金沢から上京してきた幼馴染みの少年。榀子の想い人であった早川 湧の弟。
時折左耳に安全ピンをピアスのように身に付けている。
年が7つも離れているものの、榀子のことが本気で好き。しかし当の榀子からは弟以上の感情を持たれておらず苦悩している。美大を目指しており、予備校に通っている。女子にモテるのだが、榀子以外の女性には全く興味を示さず、つっけんどんな反応しか示さない。恋敵のリクオに対してたびたび牽制をかけている。
「湧の弟」としてではなく、自分自身を見てもらうために絵（美大）というアイデンティティで自分を示そうとしている。
デリバリーで度々予備校に訪れるハルとは顔見知りで、立場上戦友のような関係。
莉緒に泣きつく形で同棲を始め、イタリアまで同行するが、結局榀子が忘れられず帰国する。

### 準主要人物
早川 湧（はやかわ ゆう）
声 - 小林千晃
榀子の幼馴染みで、浪の兄。故人。
生まれつき体が弱く、病弱であったため、自分の死を身近に感じていた。
榀子が高校3年の春の時に夭折するも、いまなお榀子の心の中心に在り続けている。浪からは無敵のラスボスと揶揄された。
顔は一度もきちんと描かれてはいないが回想シーンでの登場数は多く、存在感は大きい。
湊 航一（みなと こういち）
声 - 小野友樹
写真家を目指す大学2年生。ハルとは高校時代の同級生。将来はマスコミ関係に進みたいと思っている。それ故に自分のやりたいことが決められず、ふらふらしているリクオとは馬が合わなかった。高校時からハルを気にしており、再会を機にアプローチをかけていたが、思いは遂げられなかった。第4巻で大学を辞め、海外に留学。
最終巻にて、ハルと奇跡的な再会を果たし、再登場。
柚原 チカ（ゆずはら チカ）
声 - 喜多村英梨
リクオの高校2年の時の彼女。しかし4ヶ月で破局。
どこかポーッとしており、男心をくすぐるタイプ。お金が無いことを理由に、ある日突然リクオの部屋に寄宿する。その後ピアノ関係のバイトが決まり、無事（?）出て行く。
湊と柚原はリクオ、ハル、榀子の三角関係に微妙な変化をもたらしたキーパーソンであるといえる。
第9巻〜第10巻にかけて再登場。
木ノ下さん（きのしたさん）
声 - 鈴木達央
リクオのコンビニでの同僚。バンドをやっている。母子家庭で妹と弟がいる。第3巻に妹が、『羊のうた』に弟がでている。物語にはあまり深く関わってこないが、第三者的な立場からリクオにいくつものアドバイスを送っている。
第5巻辺りよりライブハウスのバイトをはじめており、コンビニにはリクオ同様あまり顔をみせていないようだ。第6巻でリクオと同じ日にコンビニのバイトを辞めた。
最終巻にて、久々に再登場する。
木ノ下 楼子（きのした たかこ）
高校生。木ノ下さんの妹（木ノ下兄弟の真ん中）で、ハルの後輩、榀子の生徒にあたる（浪の同級生でもあるが、物語上のつながりはない）。同級生の深町が撮る映画に協力しており、兄に音楽を頼んだり、撮影費のためにこっそりミルクホールでバイトをしたりする。それを学校に見つかり咎められるが、ハルと榀子のお陰で穏便に済んだ。
兄に似ず美人で大人っぽく、杏子に20歳と偽っても全く怪しまれなかった。
第10巻より、バイトを休むハルに代わってミルクホールに復帰し、再登場。また後述の通り、『羊のうた』にも登場する人物。
福田 タカノリ（ふくだタカノリ）
声 - 寺島拓篤
リクオと榀子の大学時代の同級生。眼鏡をかけている。梢（声 - 洲崎綾）という妻がいる。第1巻での名刺によると下の名前は総一で、株式会社ミツシタの第四広報部に所属、となっている。しかし第6巻では下の名前が「タカノリ」になっている。後述のアニメーション版でも「タカノリ」が採用された。
リクオとは正反対に人生設計にぬかりがなく、物事を論理的に捉える。就職・結婚してからもリクオと付き合いが多い。
出番の少なくなった木ノ下さんに代わって、彼がリクオの相談役になる機会が増えた。
杜田（もりた）
声 - 名塚佳織
榀子の同僚の女性教師。たびたび榀子の相談に乗ったりからかったりしている。自称「森ノ目先生の操を守る会」の会長。
滝下 克美（たきした かつみ）
声 - 堀江瞬
美大を目指して予備校に通う、浪と同い年の少年。絵の技術は浪より上だったが、浪人中。自己分析・他者分析が得意で浪に様々なアドバイスを送るが、何故か恋愛面に関しては例外。
飄々としたところがあって女の子にとてもモテるが、受身の恋愛ばかりだった。6巻で調子の悪い自動販売機に蹴りを入れていた葛原未里に恋をし、すぐに告白したが玉砕した。しかし、それにめげずにアタックを続けている。
狭山 杏子（さやま きょうこ）
声 - 坂本真綾
喫茶ミルクホールのマスター。大人の色気がある穏やかな女性。
もともとは彼女の祖父の店であったミルクホールを、母親と一緒に継いでいたが、その母親が亡くなり、ハルをアルバイトとして雇って切り盛りしている。ハルがバイト中に着ているメイド服は杏子の趣味である。
独創的すぎるハルの創作料理には困惑している模様。
葛原 未里（くずはら みさと）
声 - 藤原夏美
予備校の彫刻科に通う少女。髪型はおかっぱ気味のショートヘアで、男勝りな性格。
上にジャージ、下にズボンをよくはいている。第6巻でほとんど見ず知らずの滝下に告白され、間髪いれずに拒絶した。その後も付きまとってくる滝下に辟易している。
居沢（いざわ）
声 - 田中宏樹
通称「クマさん」。狭山の高校時代の同級生で、大学に通いながら予備校教師を務める。
狭山とは互いに惹かれ合っているが、実家でトラブルが発生し、東京を離れざるを得なくなる。
雨宮（あめみや）
声 - 西山宏太朗
予備校教師。予備校でのクリスマス・パーティー以後、ハルに猛烈なアプローチを繰り返す。
実の親を亡くしており、養子夫妻に育てられた過去を持つ。みもりは、（おそらく）下の名前で「ユウ」と呼ぶ。
ハルとリクオの関係を大きく変化させる、連載後半のキーパーソン。
みもり
大学生。雨宮とは本当の家族になるはずだったが、再婚予定だった互いの肉親の事故死によって引き裂かれる。
地元・長野から上京し、12年ぶりに雨宮に連絡をとる。ハルに惹かれている雨宮、そしてハルを揺さぶってゆく。
莉緒（りお）
モデル。浪とは大学の人物素描の授業で知り合う。深く傷ついた浪と交流するうちに、二人の関係性が大きく進展してゆく。
幼い頃から画家・上岡紫成のモデルを務めている。親はイタリアに住んでいる。

### ゲストキャラ
秋本 陽子（あきもと ようこ）
声 - 本田貴子
第2巻収録「ゆらゆら」に登場。
ハルの実母。ハルに似ず長身の女性で、「ハハ」と呼ばれている。ハルとは別居しているが、仲が悪いという訳ではなく、きちんと娘のことを理解している。さばさばして強引なところがややある。
男運が悪く、登場時に再婚の報告をした。ハルの実父を含めて、最低でもこれが3度目の結婚である。
川島 省吾（かわしま しょうご）
「ゆらゆら」に登場。
陽子の再婚相手。温和な性格で、少しハルの実父に似ているらしい。彼女たち親子のことを不思議な関係と言いつつも、認めている。
陽子とは大学時代のサークル仲間で、OB会での再会がきっかけ。
桐島（きりしま）
第2巻収録「川は流れる」に登場。
浪の通う予備校に在籍している女性。元々芸大生だったが、自分の絵と才能に行き詰まり退学、予備校に戻った。しかしなにかのために絵を描くのではなく、純粋に絵が描きたかったのだとして、新たな生きがいをみつけるべく予備校を去った。
彼女の絵は滝下でさえ憧れるほどのものだったという。
深町 泉（ふかまち いずみ）
第3巻収録「少年たちと浮遊青年」に登場。
楼子と同じ高校生。文化祭の出し物のために自主映画を作製している映研部の少年。金策に困った際にも自分の力でなんとかしようとするなど、責任感が強い。しかしそれが意地となって、楼子と衝突。後に和解し、映画を無事完成させる。
映像に携わる者として感じるところがあったのか、リクオはよく彼の面倒を見ていた。
楼子とはお互いに、一定以上の感情を持っているようである。
中原 夏樹（なかはら なつき）
第5巻収録「青春の蹉跌」に登場。
浪の通う予備校の現役生。技術そのものはあまりないが、他の生徒とは一段抜き出た才覚をもつ。船塚とつきあっており、彼を「洋ちゃん」と呼ぶ。同作者の別作品『ももんち』では、もものクラスメートとして登場している。時間軸的には「青春の蹉跌」よりも後のふたりを見ることができる。
船塚（ふなつか）
「青春の蹉跌」に登場。
浪の通う予備校の現役生。中原とつきあっているが、彼女に比べて小手先の技術しかもたない自分にやきもきしている。
夏樹とともに『ももんち』にも登場。

## 書誌情報

### 単行本
- 表紙カバー折返しの写真は、第2巻を除いて冬目自身の撮影によるものである[5][6]。
- 冬目景 『イエスタデイをうたって』 集英社 〈ヤングジャンプ・コミックス・ビージャン〉→〈ヤングジャンプ・コミックス・グランド〉[注 3]、全11巻
  1. 1999年3月24日第1刷発行（3月19日発売[13]）、ISBN 4-08-875771-8
  2. 2000年4月24日第1刷発行（4月19日発売[14]）、ISBN 4-08-876013-1
  3. 2002年2月24日第1刷発行（2月19日発売[15]）、ISBN 4-08-876274-6
  4. 2004年7月21日第1刷発行（7月16日発売[16]）、ISBN 4-08-876646-6
  5. 2007年4月24日第1刷発行（4月19日発売[17]）、ISBN 978-4-08-877255-4
    - フィギュア特装版、ISBN 978-4-08-908055-9

  6. 2008年11月24日第1刷発行（11月19日発売[18]）、ISBN 978-4-08-877554-8
  7. 2010年11月24日第1刷発行（11月19日発売[19]）、ISBN 978-4-08-879064-0
    - ポストカードブック付き特装版、ISBN 978-4-08-908122-8

  8. 2012年7月24日第1刷発行（7月19日発売[20]）、ISBN 978-4-08-879366-5
  9. 2013年7月24日第1刷発行（7月19日発売[21]）、ISBN 978-4-08-879638-3
  10. 2014年5月24日第1刷発行（5月19日発売[22]）、ISBN 978-4-08-879775-5
  11. 2015年9月23日第1刷発行（9月18日発売[23]）、ISBN 978-4-08-890249-4
- 冬目景 『イエスタデイをうたって afterword』 集英社、ISBN 978-4-08-891557-9
  - 本編最終回の後日談を描いた新作読切『イエスタデイをうたって 特別編―11・S14―』、単行本未収録の読切『夏の姉』を初収録。その他冬目景のインタビューや対談、後述の『イエスタデイをうたってEX 〜原点を訪ねて 冬目景 初期短編集〜』からの選り抜き収録も含む。

### 短編集
- 番外編及び「イエスタデイをうたって」の演出方法などを垣間見ることが出来る初期の短編を収録。その他にキャラクター集や作者へのインタビューも掲載されており、ガイドブックとしての側面も持っている。
- 冬目景『イエスタデイをうたってEX 〜原点を訪ねて 冬目景 初期短編集〜』集英社 〈ビジネスジャンプ愛蔵版コミックス〉
  - 2009年11月25日第1刷発行（11月20日発売[24]）、ISBN 978-4-08-782255-7

### 小説版
- 星希代子（小説） / 冬目景（原作・挿絵）『イエスタデイをうたって デイ・ドリーム・ビリーバー』集英社 〈ジャンプ ジェイ ブックス〉
  - 2010年11月24日第1刷発行（11月19日発売[25]）、ISBN 978-4-08-703233-8

### 画集
- 『イエスタデイをうたって画集―YESTERDAYS―』、集英社 2008年11月24日第1刷発行（11月19日発売[26]）、ISBN 978-4-08-782179-6、A4判
- 『イエスタデイをうたって画集―YESTERDAYS― II』、集英社 2015年9月23日第1刷発行（9月18日発売[27]）、ISBN 978-4-08-792708-5、A4判

### ポストカード集
- 『「イエスタデイをうたって」ポストカード集』、集英社 2002年10月第1刷発行、ISBN 4-08-908009-6、B6判

## オリジナルサウンドストーリー
イエスタデイをうたって オリジナルサウンドストーリー
ABCA-5018、モモアンドグレープスカンパニー、2003年8月27日発売
オリジナル作品、ビートルズ作品、森田童子作品がそれぞれ4曲ずつ、計12曲が収録されている。編曲は広瀬充寿が担当。野中晴役は宍戸留美、森ノ目榀子役はかかずゆみが担当している。
1. 「イエスタデイをうたって」メインテーマ
2. Penny Lane
3. ぼくたちの失敗（ボーカル：宍戸留美）
4. 晴のテーマ
5. Girl
6. ぼくが君の思い出になってあげよう（ボーカル：宍戸留美）
7. 榀子のテーマ
8. YESTERDAY
9. 君と淋しい風になる（ボーカル：かかずゆみ）
10. 宣戦布告
11. みんな夢でありました（ボーカル：かかずゆみ）
12. Let It Be

## テレビアニメ
2020年4月から6月まで、テレビ朝日の土曜深夜アニメ枠『NUMAnimation』枠ほかにて放送された。インターネット配信版では、約1分の限定エピソードも展開される。監督を務める藤原佳幸は、高校生の時に原作漫画を表紙買いしてからの大ファンだという。全話においてOPがないのは、会話していていない間を丁寧に描きたいとの監督の強い希望があったため。EDが話数を追って変えたのは演出的な狙いもあったが、話題作りにもなるかと思ったためと語っている。放送の1クール前には全話の制作が終わっていた。
また、アニメ本編と連動した書き下ろしの特別編音声ドラマが同6月17日からSPINEARおよびApple Podcasts、Google Podcasts、Spotifyなどの主要なリスニングサービスで配信された。
同年8月5日に全12話（映像特典として配信版エピソード全6話も含む）を収録したBlu-ray BOX (CAXA-00001) およびDVD BOX (CABA-00001) が発売。

### スタッフ
- 原作 - 冬目景[34]
- 監督・シリーズ構成 - 藤原佳幸[34]
- 副監督 - 伊藤良太[34]
- キャラクターデザイン - 谷口淳一郎[34]
- プロップデザイン - 合田麻美、永田杏子
- 音響監督 - 土屋雅紀[34]
- 美術監督 - 宇佐美哲也[34]
- 美術設定 - 藤井祐太
- 色彩設計 - 石黒けい[34]
- 撮影監督 - 桒野貴文[34]
- 編集 - 平木大輔[34]
- 背景 - スタジオ・イースター[34]
- 音楽 - 玉井健二&agehasprings × 近藤貴亮[35]
- 音楽制作 - agehasprings[35]
- チーフプロデューサー - 竹内宏彰
- プロデューサー - 椛嶋麻菜美、劉嵐、森悠紀、柳井寛史、関根大輔、工藤雅世
- 制作プロデューサー - 内海洋
- アニメーションプロデューサー - 鎌田肇
- アニメーション制作 - 動画工房[34]
- 制作 - DMM.futureworks[34]
- 製作 - イエスタデイをうたって製作委員会

### 主題歌
先述のように、本作品にはオープニングテーマがない。
「籠の中に鳥」
ユアネスによる第1話から第6話までのエンディングテーマ。作詞・作曲は古閑翔平、編曲はユアネスと玉井健二と横山裕章。
4月11日に公開されたMV には1話から12話まで、すべての話数のカットを使用している。
「葵橋」
さユりによる第7話から第9話までのエンディングテーマ。作詞・作曲はさユり。編曲は江口亮。
楽曲のタイトルである『葵橋』は、京王線が甲州街道を路面電車として走っていた時代の駅名である「葵橋駅」に由来しているが、作中に京王線は登場しない。
「イエスタデイをうたって」
第10話と第11話のエンディングテーマ。作詞は忌野清志郎、作曲は肝沢幅一によるRCサクセションのカバー。編曲は玉井健二と大西省吾、ミックスは森真樹。歌手は当初公表されていなかったが、最終話放送前の2020年6月19日、公式サイト内の発表でagehasprings feat あにー（TaNaBaTa）であることを明かした。

### 各話リスト
| 話数     | サブタイトル                       | 脚本     | 絵コンテ          | 演出                       | 作画監督 | 総作画監督          | 初放送日      |
| -------- | ---------------------------------- | -------- | ----------------- | -------------------------- | --- | ------------------- | ------------- |
| scene 01 | 社会のはみ出し者は自己変革を目指す | 藤原佳幸 | 藤原佳幸          | 藤原佳幸                   | 山野雅明 | 谷口淳一郎          | 2020年 4月5日 |
| scene 02 | 袋小路                             | 藤原佳幸 | 伊藤良太          | 牛嶋新一郎                 | 武藤幹 矢野桃子 長尾圭吾 寿門堂 菊永千里 菊池政芳 海保仁美 菅原美智代 上野沙弥佳 池添優子 乘富梓                              | 谷口淳一郎          | 4月12日       |
| scene 03 | 愛とはなんぞや                     | 田中仁   | 伊藤良太          | 伊藤良太                   | 藤原奈津子 渥美智也 松浦麻衣 山野雅明 寿門堂 菊永千里 菊池政芳 海保仁美 菅原美智代 上野沙弥佳 高山洋輔                        | 谷口淳一郎          | 4月19日       |
| scene 04 | 川は流れて 榀子帰郷                | 田中仁   | 奥田佳子          | 原口浩                     | 山野雅明 久保茉莉子 長尾圭吾 立口徳孝 寿門堂 菊永千里 菊池政芳 海保仁美                                                       | 吉川真帆            | 4月26日       |
| scene 05 | ミナトという男                     | 藤原佳幸 | おざわかずひろ    | 越田知明                   | 久保茉莉子 小倉寛之 武藤幹 山野雅明 曾我篤史 市原圭子 山本恭平 寿門堂 菊永千里 菊池政芳 海保仁美 菅原美智代 上野沙弥佳 宮野健 | 谷口淳一郎          | 5月3日        |
| scene 06 | ユズハラという女                   | 田中仁   | 田中雄一          | 藤原佳幸 金成旻            | 藤原奈津子 渥美智也 小林恵祐 久保茉莉子 曾我篤史 ZEXCS 松本翔吾 寿門堂 菊永千里 海保仁美 上野沙弥佳 乘富梓                    | 吉川真帆            | 5月10日       |
| scene 07 | 恋人たちの予感                     | 藤原佳幸 | 奥田佳子          | 越田知明                   | 長尾圭吾 久保茉莉子 山野雅明 曾我篤史 澤井駿 寿門堂 上野沙弥佳 菊永千里 海保仁美 菊池政芳                                     | 谷口淳一郎          | 5月17日       |
| scene 08 | イノセント・ブルー                 | 田中仁   | 堀口和樹          | 堀口和樹                   | 渥美智也 山野雅明 山本恭平 立口徳孝 長尾圭吾 永田杏子 寿門堂 菊永千里 海保仁美 菅原美智代 上野沙弥佳                          | 吉川真帆            | 5月24日       |
| scene 09 | クリスマス・キャロル               | 藤原佳幸 | 伊藤良太          | 越田知明                   | 武藤幹 藤原奈津子 曾我篤史 平塚知哉 舘崎大 寿門堂 菊永千里 海保仁美 菅原美智代 上野沙弥佳 乘富梓                              | 谷口淳一郎          | 5月31日       |
| scene 10 | はじまりの新年                     | 田中仁   | 原口浩            | 原口浩 山﨑みつえ 野呂純恵 | 渥美智也 澤井駿 長尾圭吾 山野雅明 尾辻浩晃 寿門堂 海保仁美 金璐浩 永田文宏                                                    | 吉川真帆            | 6月7日        |
| scene 11 | はるの嵐                           | 藤原佳幸 | 伊藤良太          | 伊藤良太                   | 長尾圭吾 武藤幹 渥美智也 山野雅明 澤井駿 藤原奈津子 寿門堂 海保仁美 金璐浩 上野沙弥佳 永田文宏 畠山元                         | 谷口淳一郎          | 6月14日       |
| scene 12 | 遠回り                             | 田中仁   | 藤原佳幸 伊藤良太 | 藤原佳幸                   | 山野雅明 尾辻浩晃 長尾圭吾 渥美智也 武藤幹 藤原奈津子 澤井駿 大津豪 新沼拓也 宗圓祐輔 寿門堂                                  | 谷口淳一郎 吉川真帆 | 6月21日       |

### 放送局
| 放送期間                | 放送時間                     | 放送局            | 対象地域   | 備考                                      |
| ----------------------- | ---------------------------- | ----------------- | ---------- | ----------------------------------------- |
| 2020年4月5日 - 6月21日  | 日曜 1:30 - 2:00（土曜深夜） | テレビ朝日        | 関東広域圏 | 製作参加 / 字幕放送 / 『NUMAnimation』枠  |
| 2020年4月10日 - 6月26日 | 金曜 23:30 - 土曜 0:00       | BS朝日            | 日本全域   | BS/BS4K放送 / 字幕放送 / 『アニメA』第2部 |
| 2020年5月10日 -         | 日曜 2:00 - 2:30（土曜深夜） | 大分朝日放送      | 大分県     |                                           |
| 2020年6月4日 -          | 木曜 21:00 - 22:00           | テレ朝チャンネル1 | 日本全域   | CS放送 / 2話連続放送                      |

| 配信開始日   | 配信時間                     | 配信サイト |
| ------------ | ---------------------------- | --- |
| 2020年4月5日 | 日曜 1:30 - 2:00（土曜深夜） | ABEMA |
| 2020年4月7日 | 火曜 12:00 更新              | dアニメストア |
| 2020年4月8日 | 水曜 12:00 更新              | Netflix Amazonプライム・ビデオ U-NEXT アニメ放題 Hulu J:COMオンデマンド TELASA milplus auスマートパスプレミアム ひかりTV GYAO! GYAO!ストア FOD ニコニコチャンネル ニコニコ生放送 バンダイチャンネル ビデオマーケット music.jp DMM.com TSUTAYA TV Rakuten TV HAPPY!動画 テレ朝動画 あにてれ |

### 特別編音声ドラマ
| 話数  | タイトル             | あらすじ                                                                                   | 出演者                                                                           | 配信開始日     |
| ----- | -------------------- | ------------------------------------------------------------------------------------------ | -------------------------------------------------------------------------------- | -------------- |
| 第1話 | 夏と花火と金魚と背中 | 近くの河川敷で行われる花火大会。 晴は陸生を、浪は榀子を誘い花火を見に行くことになったが…。 | 小林親弘、宮本侑芽、花澤香菜、花江夏樹、堀江瞬、長谷川育美、珠宮夕貴、島袋美由利 | 2020年 6月17日 |
| 第2話 | イノセントブルー     | 幼馴染の榀子に強い想いを寄せる浪。 周りを取り巻く様々な人たちとの関わりで少しずつ変化が…。 | 小林親弘、宮本侑芽、花江夏樹、堀江瞬、藤原夏海、長谷川育美                       | 6月18日        |
| 第3話 | 引越の手伝い         | 榀子の引越の手伝いに集まった陸生たち。 晴が持参した風変わりなお弁当がきっかけで…。         | 小林親弘、宮本侑芽、花澤香菜、花江夏樹、小野友樹                                 | 6月19日        |
| 第4話 | 柚原という女         | 陸生のバイト先に突然現れた金髪の女性。 陸生の元彼女の柚原だと名乗るが…。                   | 小林親弘、宮本侑芽、喜多村英梨                                                   | 6月20日        |

| テレビ朝日 日曜 1:30 - 2:00（土曜深夜）              | テレビ朝日 日曜 1:30 - 2:00（土曜深夜）                                         | テレビ朝日 日曜 1:30 - 2:00（土曜深夜） |
| 前番組                                               | 番組名                                                                          | 次番組 |
| ---------------------------------------------------- | ------------------------------------------------------------------------------- | --- |
| 虚構推理 （2020年1月12日 - 3月29日） - ※BS日テレ製作 | イエスタデイをうたって （2020年4月5日 - 6月21日） - ※ここから『NUMAnimation』枠 | 新世紀エヴァンゲリオン 地上波補完計画 （2020年7月5日 - 9月27日） - ※テレビ東京製作 - ※1995年 - 1996年にテレビ東京系列で放送された作品のセレクション放送 |
| テレビ朝日 NUMAnimation                              |                                                                                 | |
| （枠設置前）                                         | イエスタデイをうたって                                                          | 新世紀エヴァンゲリオン 地上波補完計画 |